# Hida (Gifu)
Hida (Japans: 飛驒市, Hida-shi) is een stad in de prefectuur Gifu op het eiland Honshu in Japan. De stad heeft een oppervlakte van 792,31 km² en eind 2008 bijna 28.000 inwoners. Door het oostelijk deel stroomt de Takahara-rivier en door het westelijk deel stroomt de Miya.
Hida is bij natuurkundigen bekend door de in het stadsdeel Kamioka gevestigde neutrinodetectoren Kamiokande en Super-Kamiokande.

## Geschiedenis
Op 1 februari 2004 werd Hida een stad (shi) na de samenvoeging van de gemeentes Furukawa (古川町, Furikawa-chō) en Kamioka (神岡町, Kamioka-chō) plus de dorpen Kawai (河合村, Kawai-mura) en Miyagawa (宮川村, Miyagawa-mura).

## Economie
Traditionele industrieën in Hida zijn de productie van sake en Japanse kaarsen.

## Verkeer
Hida ligt aan de Takayama-hoofdlijn van de Central Japan Railway Company.
Hida ligt aan de Tōkai-Hokuriku-autosnelweg en aan de autowegen 41, 360, 471 en 472.

## Stedenband
Hida heeft een stedenband met
- Leutasch, Oostenrijk, sinds 1998, van oorsprong met het dorp Kawai.

## Aangrenzende steden
- Nanto
- Takayama
- Toyama